# Ramiro Pérez-Maura de Herrera
Ramiro Pérez-Maura de Herrera (Mortera, Piélagos, Cantàbria, 25 d'agost de 1934 - Madrid, 13 de març de 2001) fou un polític i diplomàtic espanyol, quart duc de Maura i net d'Antoni Maura.

## Biografia
Fill gran de Ramiro Pérez de Herrera i Gabriela Maura de Herrera, III duquessa de Maura va estudiar batxillerat a La Salle de Santander. Es va llicenciar en Dret en la Universitat de Madrid i va obtenir el doctorat en 1963. És doctor Honoris causa en Ciències Polítiques per la Universitat de Manguk. Fou professor ajudant de dret internacional públic el 1963-1965 i de Dret Polític en la Universitat Complutense de 1970 a 1972.

## Carrera diplomàtica
Va ingressar en la carrera diplomàtica espanyola l'any 1964. El 1965 prestà serveis en l'Ambaixada d'Espanya a Veneçuela i el 1967 a la de Trinitat i Tobago. El 1969 fou destinat al Gabinet Tècnic del Subsecretari d'Afers exteriors. Ha estat ambaixador a la República de Corea en 1982, i a Luxemburg de 1996 a 2000 i anteriorment ho va estar a Jamaica, Antigua i Barbuda, Saint Kitts and Nevis, Saint Vincent i les Grenadines, Grenada i Dominica. Ha estat representant del Ministeri d'Afers Exteriors en la Comissió Permanent d'Armes i Explosius, i també representant en la Junta Reguladora d'Exportació d'Armes. Ha actuat com a vicepresident per a la Negociació de Cooperació Militar amb França en el camp terrestre naval i aeri.

## Carrera política
En 1973 fou nomenat Sotsdirector de Promoció a l'INI. En 1975 fou nomenat director d'Assumptes Generals de Cooperació Tècnica i Internacional i delegat d'Espanya en l'Agència Espacial Europea. En 1976 fou nomenat Governador Civil de Balears en el primer govern de la monarquia. Fou president del Partit Liberal Balear el 1977 i senador per Mallorca per la UCD a les eleccions generals espanyoles de 1977. De 1977 a 1979 fou president de la Comissió d'Obres Públiques i Urbanisme, Transports i Comunicacions del Senat d'Espanya Després fou Conseller de Transports i Comunicacions en el Consell General Interinsular de les Illes Balears d'agost de 1978 a juny de 1979.

## Honors
Ramiro Pérez-Maura de Herrera havia estat president de la Reial Lliga Naval Espanyola i de la Fundación Antonio Maura, també fou cavaller d'honor i devoció de la Sobirana Orde de Malta i era en possessió de la Gran Creu del Mèrit Naval i la Gran Creu del Mèrit Militar.